# Artocarpaceae
Artocarpaceae is een botanische naam, voor een familie van tweezaadlobbige planten. Een familie onder deze naam wordt zelden erkend door systemen voor plantentaxonomie, maar indertijd wel in het systeem van De Candolle (in de spelling Artocarpeae), alwaar ze deel uitmaakte van de Monochlamydeae.
In de regel worden de betreffende planten ingedeeld in de familie Moraceae.